# 小行星4524
小行星4524（4524 Barklajdetolli）是一颗绕太阳运转的小行星，为主小行星带小行星。该小行星于1981年9月8日发现。

## 轨道参数
小行星4524的轨道半长轴为2.3208389 UA，离心率为0.133。